# Teodósio Clemente de Gouveia

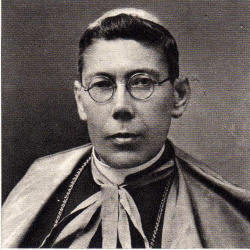
Kardinal de Gouveia (1950)

Kardinalswappen

Teodósio Clemente Kardinal de Gouveia (* 13. Mai 1889 in São Jorge, Madeira, Portugal; † 6. Februar 1962 in Lourenço Marques) war ein portugiesischer Geistlicher. Ab 1936 war er Bischof, von 1936 bis zu seinem Tod dann Erzbischof von Lourenço Marques (Maputo).

## Leben
Teódosio Clemente de Gouveia besuchte das Seminar der Lazaristen im französischen Dax und studierte anschließend in Paris, Rom (Päpstliches Portugiesisches Kolleg), Bergamo und Löwen die Fächer Katholische Theologie und Philosophie. 1919 empfing er das Sakrament der Priesterweihe. In den Jahren 1919 bis 1929 unterrichtete er am Priesterseminar von Funchal und arbeitete gleichzeitig als Gemeindeseelsorger. Von 1929 bis 1936 war er Vizerektor und Rektor des portugiesischen Kollegs in Rom.
1936 ernannte ihn Papst Pius XI. Titularbischof von Leuce und beauftragte ihn zum Prälaten für Mosambik. Die Bischofsweihe spendete ihm Raffaele Carlo Kardinal Rossi. 1941 wurde Teódosio Clemente de Gouveia erster Erzbischof des neu errichteten Erzbistums Lourenço Marques, dem heutigen Maputo. Am 18. Februar 1946 nahm ihn Papst Pius XII. als Kardinalpriester mit der Titelkirche San Pietro in Vincoli in das Kardinalskollegium auf. Teódosio Clemente de Gouveia starb am 6. Februar 1962 in Maputo und wurde in der dortigen Kathedrale beigesetzt.

## Bibliographie
- Agostinho Veloso: Téodosio Clemente de Gouveia. Paladino do Portugal ao serviço de Deus. Lissabon 1965